# Religioni in Bielorussia
Il cristianesimo è la religione più diffusa in Bielorussia. Secondo i dati del censimento del 2011, i cristiani ortodossi rappresentano il 48,3% della popolazione e i cattolici il 7,1% della popolazione; il 3,5% della popolazione segue altre religioni (compreso il protestantesimo) e il 41,1% della popolazione non segue alcuna religione. Si ritiene che l'alta percentuale di quest’ultima parte della popolazione sia un effetto della politica a favore dell'ateismo di stato durante il periodo comunista dell'Unione Sovietica. Stime dell'Association of Religion Data Archives (ARDA) riferite al 2015 danno i cristiani al 58,1% della popolazione, coloro che non seguono alcuna religione al 40,3% e coloro che seguono altre religioni allo 0,4% circa, mentre l'1,2% della popolazione non specifica la propria affiliazione religiosa.
La costituzione riconosce la libertà religiosa e stabilisce che i rapporti fra lo stato e le organizzazioni religiose siano stabiliti dalla legge. La costituzione proibisce alle organizzazioni religiose di fare attività contro la sovranità dello stato, il sistema costituzionale, l'ordine pubblico, la salute pubblica e la moralità dei cittadini. La legge riconosce il ruolo della Chiesa ortodossa bielorussa nella storia nazionale del Paese e gli assicura l'uso esclusivo della parola "ortodossa" nella denominazione. La legge riconosce come religioni tradizionali la Chiesa cattolica latina, il protestantesimo luterano, l'ebraismo e l'islam. Le organizzazioni religiose devono registrarsi e la legge prevede tre livelli: comunità religiose, associazioni religiose (formate da almeno dieci comunità religiose) e associazioni religiose nazionali; i primi due livelli sono registrati a livello locale e possono operare solo nell’ambito dell'area in cui sono registrati. Vi sono attualmente 16 associazioni nazionali registrate, comprese quelle riconosciute come tradizionali. Solo le organizzazioni registrate possono tenere i servizi religiosi nelle loro chiese, che devono rispettare le normative vigenti sulla sicurezza dei locali (norme antincendio, ecc.). La legge impone alle organizzazioni religiose di richiedere il permesso per tenere attività fuori dalle chiese e proibisce di tenere servizi religiosi in case private; inoltre vieta l'istruzione religiosa a domicilio. Tutte le organizzazioni religiose devono chiedere il permesso per produrre e importare materiale religioso. Solo le associazioni religiose registrate possono chiedere il permesso per invitare nel Paese missionari stranieri. La legge non consente l'apertura di scuole private gestite da organizzazioni religiose. Nelle scuole pubbliche, solo le organizzazioni religiose nazionali possono collaborare all'organizzazione di corsi di educazione morale, civile e patriottica per gli studenti. L'organizzazione di attività religiose extrascolastiche è consentita solo alle organizzazioni religiose nazionali che abbiano concluso un accordo specifico con il Ministero dell'Educazione; attualmente, solo la Chiesa ortodossa bielorussa ha concluso un accordo di questo tipo. In ogni caso è vietato tenere nelle scuole servizi di preghiera e riti religiosi.

## Religioni presenti

### Cristianesimo
Secondo le stime dell'ARDA relative al 2015, gli ortodossi rappresentano il 50,3% della popolazione, i cattolici rappresentano il 5,9% della popolazione, i protestanti l'1,5% della popolazione e i cristiani di altre denominazioni lo 0,4% della popolazione.
La Chiesa ortodossa è rappresentata in Bielorussia principalmente dalla Chiesa ortodossa bielorussa. In misura minore sono presenti la Chiesa ortodossa autocefala bielorussa, la Chiesa apostolica armena e un piccolo gruppo di seguaci della Chiesa ortodossa dei Vecchi credenti.
La Chiesa cattolica è rappresentata in Bielorussia principalmente dalla Chiesa latina, organizzata con una sede metropolitana (l'Arcidiocesi di Minsk-Mahilëŭ) da cui dipendono tre diocesi suffraganee. In misura minore è presente anche una Chiesa di rito orientale, la Chiesa greco-cattolica bielorussa, i cui fedeli dipendono dall'amministrazione apostolica della Bielorussia. 
Tra i gruppi protestanti presenti in Bielorussia vi sono battisti, pentecostali, luterani, Chiese riformate (rappresentate dalla Chiesa evangelica riformata bielorussa), presbiteriani, avventisti del settimo giorno e altri gruppi evangelicali.
Fra i cristiani di altre denominazioni, sono presenti i Testimoni di Geova e la Chiesa di Gesù Cristo dei Santi degli Ultimi Giorni (i Mormoni).

### Altre religioni
In Bielorussia sono presenti musulmani, ebrei, induisti, buddhisti, bahai e piccoli gruppi di neopagani che seguono la fede nativa slava.